# An Innocent Sinner
An Innocent Sinner è un cortometraggio muto del 1915 diretto da Kenean Buel.

## Produzione
Il film fu prodotto dalla Kalem Company (con il nome a Broadway Favorites Feature).

## Distribuzione
Distribuito dalla General Film Company, il film uscì nelle sale cinematografiche USA il 3 maggio 1915.